# Charles Puffy
Pour les articles homonymes, voir Puffy (homonymie) et Hochstadt.
Charles Puffy, de son vrai nom Károly Hochstein, est un acteur hongrois né à Budapest le 3 novembre 1884 et décédé en 1942 ou 1943 selon les sources.

## Biographie

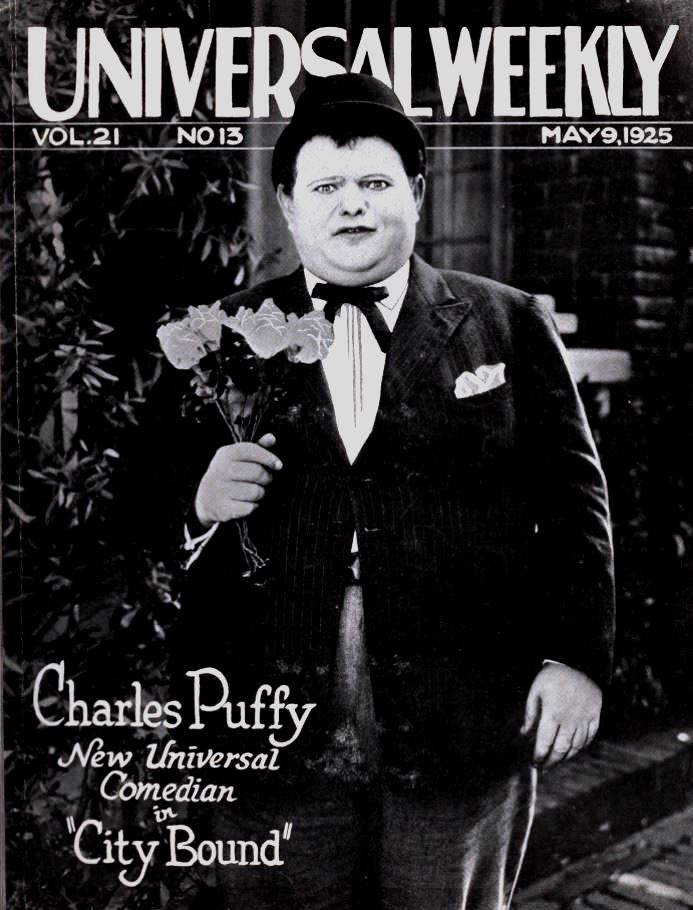
Charles Puffy en couverture du magazine Universal Weekly en 1925.

Il apparait dans 134 films entre 1919 à 1938. Il est la première (et seule) vedette du slapstick pendant l'époque du muet en Hongrie, apparaissant sous le nom de "Pufi" (ce qui signifie "balourd" en hongrois, en référence à son poids). Ses autres noms de scène étaient Károly Huszár" ou "Pufi Huszár". Outre son travail au cinéma, Puffy se produisit souvent sur scène, principalement dans des rôles comiques.
Plus tard, il joua en Allemagne et aux États-Unis, apparaissant dans des classiques comme Docteur Mabuse le joueur de Fritz Lang en 1922 ou l'Ange Bleu de Josef von Sternberg en 1930. Il utilisait alors les noms de "Karl Huszar", "Karl Huszar-Puffy" ou "Charles Puffy". Pendant l'époque du parlant, il retourna en Hongrie, où il apparut dans des rôles secondaires dans un certain nombre de films.
Puffy était juif, et il décida de fuir la Hongrie quand l'Holocauste commença. Lui et sa femme essayèrent de s'exiler aux États-Unis, mais Puffy mourut en chemin, à Tokyo au Japon. D'autres sources indiquent que lui et sa femme furent capturés par l'armée rouge et envoyés au goulag à Karaganda au Kazakhstan. Puffy fit partie de la troupe de théâtre amateur du camp, mais après un an de captivité, il mourut de la diphtérie,.

## Filmographie partielle
- 1917 : Le Printemps en Hiver
- 1917 : Le Colonel
- 1918 : Lili
- 1921 : Les Trois Lumières de Fritz Lang
- 1922 : Arctic Adventure de Chester Withey
- 1922 : Docteur Mabuse le joueur de Fritz Lang
- 1927 : Mockery de Benjamin Christensen
- 1928 : L'Homme qui rit de Paul Leni
- 1929 : Je baise votre main, Madame de Robert Land
- 1929 : Mon cœur est un jazz band de Friedrich Zelnik
- 1930 : L'Ange bleu de Josef von Sternberg
- 1931 : Die Männer um Lucie d'Alexander Korda